# 데이비드 소차
데이비드 소차(David Socha, 1938년 9월 27일 ~ )는 미국 국적의 前 축구 심판이다. 1986년 FIFA 월드컵 A조 3차전 대한민국 VS 이탈리아 경기 주심으로 잘 알려져 있다. 그의 성씨 소차(Socha)는 스페인계 성씨이므로 그는 스페인계 미국인이다.

## 심판 경력
데이비드 소차는 1972년에 국제 축구 심판으로 데뷔했고 심판 경력 10년 만인 1982년 FIFA 월드컵 때 처음으로 월드컵 무대에서 심판을 보게 되었다. 그가 월드컵에서 처음으로 심판을 본 경기는 6조 1차전 스코틀랜드 VS 뉴질랜드의 경기였다. 그리고 다음 대회인 1986년 FIFA 월드컵에서 A조 3차전 대한민국 VS 이탈리아의 경기 심판을 맡았는데 그 경기에서 아래에 서술할 판정 논란을 일으켰다. 그 때문에 조금 나이 지긋한 대한민국 축구팬들은 이 사람을 매우 싫어하는 경향이 있다.

## 편파판정 논란
1986년 FIFA 월드컵 당시 대한민국 축구 국가대표팀은 1954년 FIFA 월드컵 이후 무려 32년 만에 다시 월드컵에 등장한 팀이었고 이탈리아 축구 국가대표팀은 바로 전 대회인 1982년 FIFA 월드컵 우승국이었다. 때문에 두 팀의 전력 차는 매우 컸고 많은 이들이 이탈리아의 5점 차 대승을 예상할 정도였다. 그러나 막상 뚜껑을 열어보니 달랐다. 이탈리아는 의외로 한국을 상대로 고전을 면치 못하며 쩔쩔맸다. 전반 17분, 한국의 골키퍼 오연교가 펀칭 미스로 흘린 볼을 알레산드로 알토벨리가 가볍게 밀어넣으며 선취점을 따낼 때만 해도 쉽게 풀릴 것으로 보았으나 그 이후로 한국의 악착같은 플레이에 진땀을 흘려야 했다. 그 정도로 한국 선수들은 약체라는 평가에도 불구하고 전 대회 우승국 이탈리아를 맞아 예상 외의 선전을 보였다. 하지만 이 경기의 주심 데이비드 소차가 그런 한국의 선전에 찬물을 끼얹었다.
전반 33분, 이탈리아의 살바토레 바그니가 허정무의 얼굴을 손으로 쳐서 넘어뜨렸는데 이 때 데이비드 소차는 이 사실을 뻔히 다 보고 있었으면서도 아무런 조치를 취하지 않았고 오히려 바그니에게 맞아 쓰러진 허정무가 시뮬레이션 반칙을 한 것인 양 허정무에게 빨리 일어나라고 고래고래 소리를 지르는 어처구니 없는 짓을 했다. 이런 어이없는 판정에 관중들도 분노하여 야유를 보냈고 그제야 그는 분위기가 심상치 않다고 느꼈는지 허겁지겁 바그니에게 옐로 카드를 꺼냈다. 그리고 전반 35분, 한국의 문전으로 쇄도해 들어가던 알레산드로 알토벨리가 페널티 박스에서 자기 발에 걸려 넘어졌는데 데이비드 소차는 곧바로 한국이 파울을 범했다며 페널티킥을 선언하였다. 한국 선수들은 당연히 이런 불공정한 판정에 항의하였지만 데이비드 소차는 항의를 한 한국 수비수 박경훈에게 옐로 카드를 꺼내며 무시했다.  다행히 이탈리아가 페널티킥을 실패했기에 망정이지 하마터면 그 때 2점 차로 점수가 벌어져서 큰일날 뻔 했었다. 
이런 불리한 주심의 판정에도 불구하고 한국 선수들은 분전했고 마침내 후반 17분, 최순호가 이탈리아 진영 페널티 에어리어 좌측 외곽에서 오른발로 벼락 같은 슛을 날려 동점골을 뽑아냈다. 하지만 최순호의 동점골이 터진 이후로 데이비드 소차는 계속해서 석연찮은 판정을 남발했다. 한국 수비수들의 정당한 태클에도 불구하고 호각을 불어 파울을 선언했고 한국과 이탈리아 선수가 부딪쳐 양 팀 선수가 동시에 그라운드에 쓰러질 경우 어김없이 한국 측에 파울 선언이 돌아왔다. 결국 한국은 후반 28분, 알레산드로 알토벨리에게 추가골을 허용했고 후반 37분에 수비에 가담했던 조광래가 알토벨리의 슛을 막아내려다 손에 맞고 들어가 자책골을 넣으며 1 : 3으로 끌려갔다. 후반 43분, 허정무가 극적으로 만회골을 넣었지만 시간이 너무 짧았고 결국 2 : 3으로 석패하고 말았다.
MBC에서 과거 인터내셔널 헤럴드 트리뷴과 로이터 통신에서도 경기를 비판했다고 보도했으나 안타깝게도 이는 MBC의 오보일 가능성이 높다. 인터내셔널 헤럴드 트리뷴에서 한국과 이탈리아의 경기 내용을 보도한 1986년 6월 11일 원문에서는 이러한 내용이 없었으며 로이터 통신 쪽도 확실한 출처가 필요하다. 현재 1986년 이탈리아전 편파 판정에 의문을 제기한 외신이 존재했는지는 밝혀지지 않았으며 최근에 보도되는 역대 월드컵 오심 사례에서도 언급이 없는 걸로 보아 해외에서는 오심이 있었다는 것을 전혀 모르거나 경기 내용이 다소 거칠긴 해도 편파 판정이 드물거나 없는 경기로만 봤을 가능성이 있다.

## 같이 보기
- 툴리오 라네세
- 오라시오 엘리손도
- 호엘 아길라르
- 마크 가이거